# Giuseppe Rosaccio
Giuseppe Rosaccio (Pordenone, 1530. - oko 1621.), liječnik, putopisac, geograf, kozmograf i kartograf.

## Životopis
Studirao je filozofiju, medicinu i pravo na Sveučilištu u Padovi, stekavši naslov doktora. Zbog posla je otišao u gradić Tricesimu, gdje je prema Lirutiju, živio od 1552. obavljajući ne samo liječničku službu, nego i druge gradske službe. Bio je sudac u građanskim parnicama. Autor je četrdesetak što većih što manjih djela. Značajna djela su Viaggio da Venetia a Constantinopoli per mare e per terra (1574), Al Sereniss. Cosmo Gran Principe di Toscana, Il viaggio per Mare, e per Terra di Constantinopoli, e di tera Santa (1601). Osim izdanja iz 1574. biografi navode izdanja iz 1598., 1601., 1604. i 1606. Sva su izdanja ilustrirana bakroreznim veduta gradova, otoka, tvrđava i sl. Te ilustracije danas se smatraju najvećom vrijednošću tih djela, te predstavljaju najstarije i najobuhvatnije grafičke prikaze hrvatskih krajeva i gradova. U izdanju iz 1606. nalaze se karte Istre, otoka Raba, Paga, Hvara, Korčule, karte Splita i Trogira, vedute Rovinja, Pule, Osora, Šibenika, Skradina, Klisa, zatim planovi Zadra i Dubrovnika. Autor bakroreza iz 1574. je Marco Sadeler, potomak stare belgijske bakrorezačke obitelji, a bakroreze za izdanja iz 1598. i 1606. priredio je mletački bakrorezac Giacomo Franco. Djelo Viaggio sadrži karte i sažete podatke o putnom pravcu Venecija-Dubrovnik (morem) i Dubrovnik-Istanbul (kopnom) odnosno, Venecija-Istanbul morskim putem. U uvodu je opis morsko-kopnenog puta preko Dubrovnika, a u nastavku detalji o morskom putu. U knjizi se nalazi karta istočnog Mediterana na kojoj je prikazan taj pomorski put. Sadrži kartografske prikaze (vedute, planove, karte) i kraće tekstove koji podrobnije opisuju plovidbeno područje. 

## Djela
- Viaggio da Venetia a Constantinopoli per mare e per terra. Venecija 1574, 1598, 1601, 1604, 1606.
- Karta Istre. 1589.
- Il Mondo, mali atlas. 1594.
- Al Sereniss. Cosmo Gran Principe di Toscana, Il viaggio per Mare, e per Terra di Constantinopoli, e di tera Santa. Venecija 1601.
- Karta Italije, 4 lista. 1609.